# Slagnäs

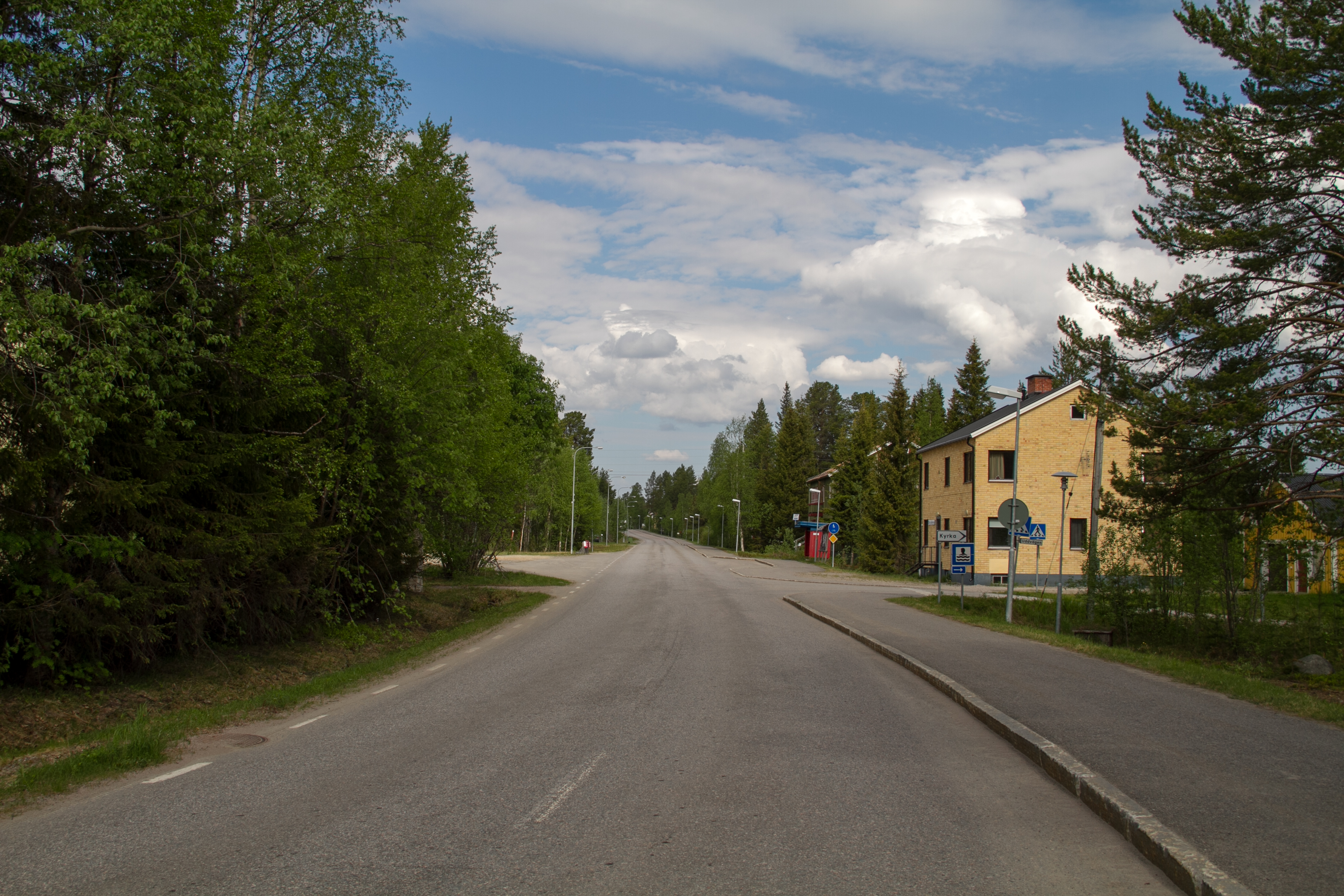
Arjeplogsvägen i Slagnäs.

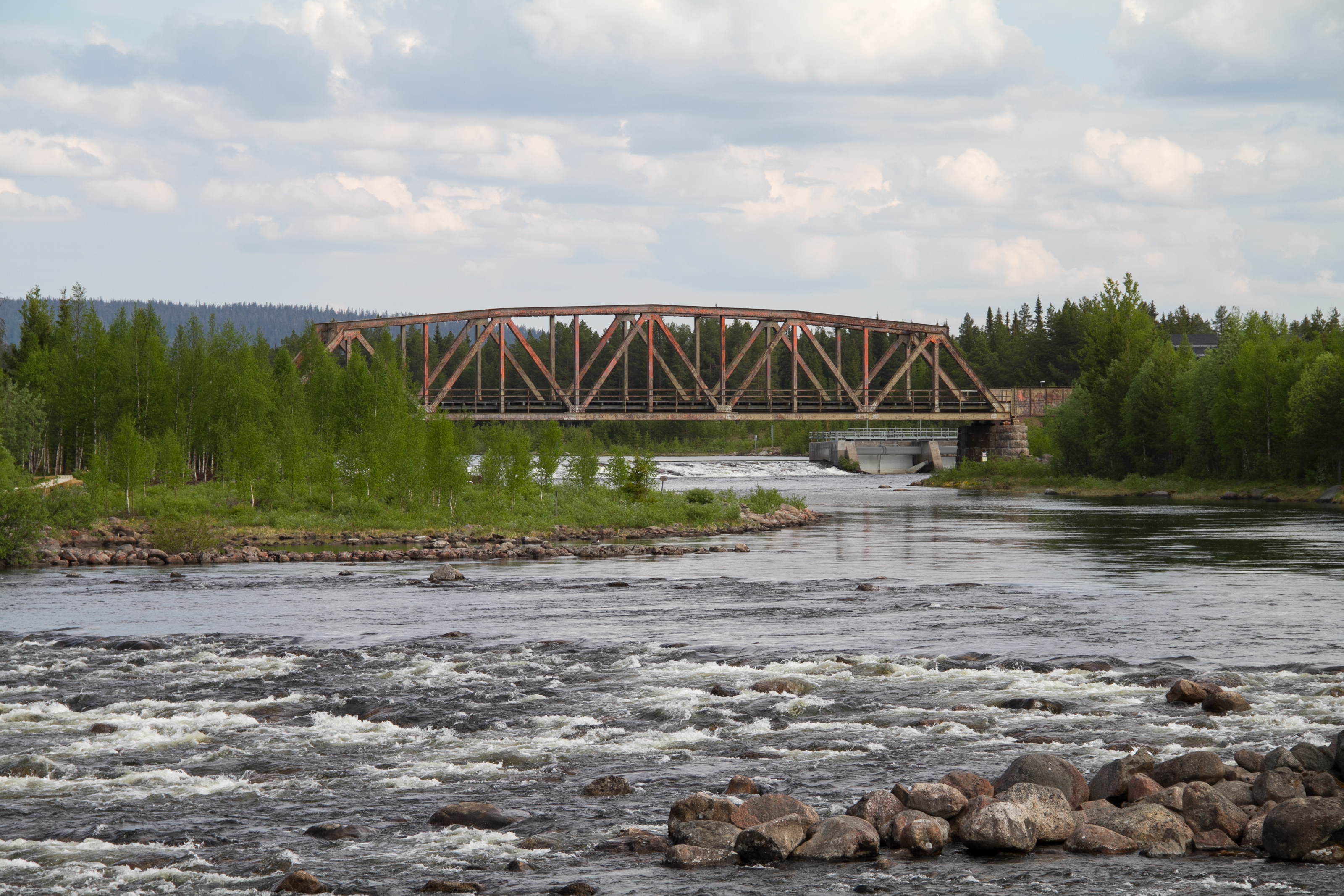
Järnvägsbro över Skellefte älv vid Slagnäs.

Slagnäs (umesamiska Sláhka) är en tidigare småort i Arjeplogs kommun. 2020 var antalet boende lägre än 50 och orten avregistrerades därför som småort.
Slagnäs ligger cirka 60 kilometer väster om tätorten Arjeplog i Arjeplogs kommuns allra sydligaste del vid sjön Naustajaures strand. E45 och Inlandsbanan passerar Slagnäs och har här broar över Skellefteälven. 
I Slagnäs finns ett bryggeri, en mataffär, en bensinstation, en camping och en skola. Dessutom finns här Slagnäs kyrka från 1958 med en fristående klockstapel.
Byn har även ett Folkets hus, där föreningen har varit aktiv sedan år 2004.

## Befolkningsutveckling
| Befolkningsutvecklingen i Slagnäs 1950–2015   | Befolkningsutvecklingen i Slagnäs 1950–2015 | Befolkningsutvecklingen i Slagnäs 1950–2015 | Befolkningsutvecklingen i Slagnäs 1950–2015 | Befolkningsutvecklingen i Slagnäs 1950–2015 |
| --------------------------------------------- | ------------------------------------------- | ------------------------------------------- | ------------------------------------------- | ------------------------------------------- |
|                                               |                                             |                                             |                                             |                                             |
| År                                            |                                             |                                             | Folkmängd                                   | Areal (ha)                                  |
| 1950                                          | 1950                                        |                                             | 198                                         |                                             |
| 1960                                          | 1960                                        |                                             | 251                                         |                                             |
| 1965                                          | 1965                                        |                                             | 244                                         |                                             |
| 1990                                          | 1990                                        |                                             | 110                                         | 28#                                         |
| 1995                                          | 1995                                        |                                             | 109                                         | 30#                                         |
| 2000                                          | 2000                                        |                                             | 95                                          | 31#                                         |
| 2005                                          | 2005                                        |                                             | 74                                          | 32#                                         |
| 2010                                          | 2010                                        |                                             | 87                                          | 37#                                         |
| 2015                                          | 2015                                        |                                             | 51                                          | 23#                                         |
| Anm.: Upphörde som tätort 1970. # Som småort. |                                             |                                             |                                             |                                             |

Vid folkräkningen år 1890 fanns det 62 personer som var skrivna i Slagnäs.

## Kända personer som bott/bor i Slagnäs
- Roger Pontare
- Roland S. Johansson
- Jörgen Stenberg
- Tina Stenberg-Vidhav